# Чогьял Намкай Норбу
Чогья́л Намка́й Но́рбу или Намка́й Но́рбу Ринпо́че (8 декабря 1938 года, Дерге, Тибет — 27 сентября 2018 года, Арчидоссо, Италия) — тибетский учитель традиции Дзогчен, активно распространявший буддийское учение Дзогчен по всему миру, в частности в Италии, России, Латинской Америке, Австралии, США, Украине, Белоруссии, государствах Прибалтики.
Намкай Норбу родился в Восточном Тибете, в Дерге, провинция Кхам.
В возрасте трёх лет в нём признали воплощение великого учителя Дзогчен, Адзома Другпа. Также в нём распознали воплощение Кунчен Пема Карпо и Шабдрунг Нгаванг Намгьяла, фактически главы традиции Друкпа Кагью в Бутане. Намкай Норбу получил полноценное буддийское образование, соответствующее рангу тулку, и передачи от многих тибетских учителей. После оккупации Тибета Китаем эмигрировал в Индию. Итальянский профессор Дж. Туччи пригласил его в Рим для работы в Восточном институте. 
В начале 1960-х годов он работает в Институте Ближнего и Дальнего Востока в Риме, а впоследствии, с 1962 по 1992, преподаёт тибетский и монгольский язык и литературу в "Восточном университете" Неаполя. Его академические работы выявляют глубокое знание тибетской культуры, всегда подпитываемое стойким желанием сохранить живым и востребованным уникальное наследие культуры Тибета. В 1964 году Намкай Норбу получил должность профессора тибетского и монгольского языка и литературы "Института востоковедения" Неаполитанского университета. В середине 60-х годов, после нескольких лет преподавания янтра-йоги в Неаполе, Чогьял Намкай Норбу начинает давать учения Дзогчен, которые с растущим интересом встретили вначале в Италии, потом на всём Западе. 
В 1971 году учредил "Международную Дзогчен-общину", деятельность которой объединяет в настоящий момент тысячи практикующих в дзогчен-общинах.
В 1981 году он основывает первую Дзогчен-общину в Арчидоссо, провинция Тоскана, и дает ей название «Меригар». В дальнейшем, тысячи людей становятся членами Дзогчен-общины во всем мире. Появляются центры в США, в различных частях Европы, в Латинской Америке, России и Австралии.
В 1988 году Чогьял Намкай Норбу основывает "A.S.I.A." ("Ассоциацию международной солидарности в Азии"), неправительственную некоммерческую организацию, задачей которой стало удовлетворение потребностей тибетского населения в образовании и медицине.
В 1989 году Чогьял Намкай Норбу основывает институт «Шанг-Шунг», который ставит своей целью сохранение тибетской культуры, способствуя развитию знания о ней и её распространению.
В сентябре 2018 года Президент Итальянской Республики Серджио Матарелла по предложению Президиума Совета министров удостоил профессора Намкая Норбу большого звания: Командор ордена «За заслуги» Итальянской Республики.
Официальная церемония состоялась 10 сентября 2018 года. Префект Гроссето, от имени президента Республики, вручил награду в присутствии главных властей района Амиата.

На русский язык переведен целый ряд книг Намкая Норбу. Первые переводы сделаны ещё в самиздате в 1983 году, в 1990 - 1999 гг. опубликован ряд его текстов, впоследствии переиздавались. Стоит отметить такие качественные переводы как "Дзогчен - состояние само совершенства", пер. с итал. на англ. Дж. Шейна, пер. с англ. Ф. Маликовой. — СПб.: Шанг-Шунг, 2001 и др.

## Сочинения НамкаяНорбуАрхивная копияот 8 апреля 2017 наWayback Machine
Намкай Норбу написал десятки книг, которые были переведены на множество языков мира, в том числе и на русский.
- [Дзогчен и дзэн] // Гаруда. 1996. № 1.
- [Дзогчен — состояние самосовершенства] (недоступная ссылка) / пер. с итал. на англ. Дж. Шейна, пер. с англ. Ф. Маликовой. — СПб.: Шанг-Шунг, 2001. — ISBN 5-87885-007-9
- Драгоценное Зеркало древней истории Шанг-Шунга и Тибета / пер. с тиб. В. Батарова. — М.: Шечен, 2008. — ISBN 5-93980-019-X
- Друнг, дэу и бон / пер. с тиб. на итал. А. Клементе, пер. с итал. на англ. Э. Лукьяновича, пер. с англ. Ф. Маликовой, Т. Савицкой, Е. Антоновой. — М: Либрис, 1997.
- [Зеркало Великого Совершенства] / пер. с англ. Ф. Маликовой, К. Шилова. — СПб.: Сангелинг, 1998.
- [Йога сновидений и практика естественного света] / пер. с англ. Ф. Маликовой. — М.: Шанг-Шунг; Уддияна, 2003. — ISBN 5-94121-017-5
- Кристалл и путь света / пер. с англ. Ф. Маликовой. — СПб: Уддияна, 2007. — ISBN 978-5-94121-036-7
- Dzogchen Teachings. — New York: Snow Lion, 2006. — ISBN 1-55939-243-6
- Primordial Experience: An Introduction to Rdzogs-Chen Meditation. — Boston; London: Shambhala, 1987. — ISBN 0-87773-372-4
- Yantra Yoga: The Tibetan Yoga of Movement. — New York: Snow Lion, 2008. — ISBN 1-55939-308-4